# Programmation de la Fête de l'Humanité
 (mars 2025).
La Fête de l'Humanité dispose de plusieurs scènes. La principale est la Grande scène qui peut recevoir environ 100 000 spectateurs ; on y trouve également la scène Zebrock, ainsi que de nombreux concerts dans les stands de différents partis et fédérations présents.
De nombreux artistes tels que Léo Ferré, Stevie Wonder, Pink Floyd, The Who, Deep Purple, Jacques Brel, Noir Désir, Johnny Hallyday, Renaud, Ray Charles, James Brown, Chuck Berry, Jacques Dutronc ou encore Leonard Cohen, [...], sont passés à la Fête de l'Humanité.

## Années 1960

### 1960
- Paul Robeson
- Jacques Brel[3]

### 1961
- Léo Ferré
- Robert Lamoureux
- Catherine Sauvage

### 1962
- Jean Ferrat
- Léo Ferré
- Georges Brassens[4] hors de l'Île-de-France[5]

### 1964
- Eddy Mitchell[4]
- Charles Trenet
- Annie Cordy
- Nana Mouskouri

### 1966
- Nino Ferrer[4]
- Johnny Hallyday : concert annulé (tentative de suicide de Johnny)
- Juliette Gréco
- Guy Béart
- Hugues Aufray

### 1968
- Adamo
- Mireille Mathieu
- The Moody Blues

### 1969
- Jacques Dutronc
- Bill Coleman

## Années 1970

### 1970
- Pink Floyd[3]
- The Voices of East Harlem
- Michel Polnareff
- Marcel Amont

### 1971
- Claude Nougaro[4]
- Joan Baez[3]
- Magma
- Soft Machine

### 1972
- The Who[3]
- Mireille Mathieu
- Golden Earring
- Country Joe
- Ewa Demarczyk

### 1973
- Chuck Berry[6]
- Jerry Lee Lewis[6]
- Alan Stivell[6]
- Catherine Ribeiro
- Osibisa
- Ange
- Sun Ra
- Robert Charlebois
- Zao
- Fats Domino
- Little Richard
- The Kinks

### 1974
- Leonard Cohen[7]

### 1975
- Jacques Higelin[8],[9]
- Tangerine Dream
- Malicorne
- Leny Escudero
- Archie Shepp et Paul Mingus
- Maxime Leforestier

### 1976
- Quilapayún
- Mikis Theodorakis
- François Béranger[10]
- Dharma
- Evan Chandlee
- Bernard Lubat
- Zao
- Confluence
- Aladar Pege Quintet
- Charles Mingus Quintet
- Archie Shepp Quartet
- Max Roach Quartet
- Zachary Richard et le Bayou des Mystères

### 1977
- Deep Purple
- Roger Siffer[11]
- Alan Stivell
- Joan Pau Verdier[11]
- Peter Gabriel
- Myriam Makeba

### 1978
- Léo Ferré
- Genesis[12]
- Brand X
- Malicorne
- François Béranger

### 1979
- Téléphone[13],[14]
- Lavilliers
- Charles Trenet
- Catherine Ribeiro
- Gilles Vigneault
- The Cimarons

## Années 1980

### 1980
- Téléphone[15]
- Maluzerne[16]
- Sapho
- Pete Seeger
- Angelo Branduardi
- Catherine Lara

### 1981
- Ray Charles
- Bernard Lubat

### 1982
- Magma
- James Brown[3]

### 1983
- Julien Clerc
- Robert Charlebois

### 1984
- Jean Guidoni
- Nina Hagen
- Renaud
- Stocks
- Satan Jokers
- Marc Minelli
- Claude Nougaro

### 1985
- Johnny Hallyday[3]
- Diane Dufresne
- Jesse Garon
- Bernard Lubat
- Carte de Séjour
- Salif Keita
- Alain Bashung
- Manu Di Bango

### 1986
- Jacques Higelin[17]
- Eddy Mitchell
- Sapho
- The Communards
- Fela

### 1987
- Demis Roussos
- Kim Wilde
- Maurane
- Murray Head

### 1988
- Kassav
- James Brown
- Francesca Solleville
- Les Garçons Bouchers
- Les Négresses Vertes

### 1989
- Jacques Higelin
- Stray Cats
- Mano Negra
- Charlelie Couture
- Youssou N'Dour

## Années 1990

### 1990
- Johnny Clegg
- Manu Dibango
- Dee Dee Bridgewater
- Paul Personne
- Colin James
- Salif Keita
- Michel Portal
- Brouss Dokotor
- Patricia Kaas

### 1991
- Johnny Hallyday
- Hubert-Félix Thiéfaine
- Isabelle Aubret
- Noir Désir
- Pigalle
- IAM
- Michel Fugain
- Pierre Vassiliu
- Manu Dibango
- Claude Nougaro
- The Silencers
- Lionel D
- Massilia Sound System
- Pauline Ester
- Carlos Santana
- Stranglers

### 1992
Programmation :
- MC Solaar
- Kent
- The Kinks
- Calvin Russel
- John Trudell
- Ray Barretto
- Bernard Lavilliers (invité : Léo Ferré)
- Carole Laure

### 1993
- Princesse Érika
- Michel Fugain
- Pierre Perret
- Les Wampas
- Serge Reggiani
- Willy DeVille
- Renaud
- Little Bob

### 1994
- Johnny Clegg
- IAM
- Midnight Oil[19]
- No One Is Innocent
- Sinclair
- Allain Leprest
- Philippe Léotard
- Khaled
- Buzy

### 1995[20]
- Bernard Lavilliers et Ray Barretto
- Jacques Higelin
- Lofofora
- Jamiroquai
- Les Garçons Bouchers
- Rita Mitsouko
- Richard Galliano
- Daran et les chaises
- Gérard Siracusa
- Gérard Pansanel et Antonello Salis
- Jean-Marc Padovani
- Roadrunners
- Kartet

### 1996
- Maxime le Forestier
- Zebda
- Noa
- Positive black soul
- Morphine
- Jimmy Cliff
- Miossec
- Alan Stivell

### 1997
- Robert Charlebois
- Cesária Évora
- Celtas Cortos
- The Wailers avec en invités : Cheb Mami pour une reprise de No woman no cry,
- Orchestre national de Barbès
- Louis Bertignac
- Louis Chedid
- Massilia Sound System
- les Neg' marrons
- Gilles Vignault et ses invités.
- Celtas Cortos.
- Rosa La Rouge.

Spectacle en hommage à Louis Aragon L'Heure Aragon avec Philippe Léotard, Rachel des Bois, Sapho, Jean Guidoni, Clarika, Alain Ortega.

### 1998
- Sinsemilia[21]
- Cheb Mami
- Tetes raides
- Pigalle
- Clarika
- Cheb Aïssa
- Idir
- Julien Clerc
- Manu Dibango + invités : création unique pour la fête de « racines noires » spectacle pour célébrer le 150e anniversaire de l'abolition de l'esclavage.
- Au P'tit Bonheur
- Raggasonic + invités (Supa John, Mykal Roze et Starkey Banton). L'absence de Daddy Mory n'a pas empêché le concert de se dérouler.
- Jean Guidoni

Scène coup de cœur et découverte
- Axel Bauer
- Dix petits indiens
- Dick Rivers

### 1999
- Raoul Petite
- Aston Villa
- Juliette Greco
- Beverly Jo Scott
- plateau Hip Hop français le samedi soir avec les filles d'EK.Tomb, Zoxea, Busta Flex (accompagné de Sully, DJ James et DJ Goldfingers) + invités (Kool Allain Leprest)
- Jacques Higelin
- Matmatah. Une reprise de Heroin du Velvet Underground enregistrée lors de ce concert figure sur l'album live Concert Matmatah
- Thiéfaine
- Kent
- Enzo Enzo

Stand des Amis de l’Humanité
- Archie Shepp[22]

## Années 2000

### 2000
- Eddy Mitchell
- Sapho

### 2001
- Manu Chao. Une partie du concert et des coulisses figure dans les bonus du DVD Babylonia en Guagua
- Ska-P. L'intégralité du concert est publié en 2019 sur DVD en bonus de leur best of Todo Ska-P
- Patrick Bruel
- Compay Segundo
- Eiffel
- la Grande Sophie
- Daddy Mory
- Nuttea

Exceptionnellement une fête techno est organisée pendant la nuit dans un hangar de 10 000 m2 avec notamment la présence aux platines de Charles Schillings, Rubin Steiner, Heretik et Grand Popo Football Club.

### 2002
- Yann Tiersen (accompagné de l'ensemble Synaxis dirigé par Guillaume Bourgogne) avec Dominique A, Miossec, Les Têtes Raides
- Le Maximum Kouette
- Ismaël Lô
- Tiken Jah Fakoly
- Sinsemilia
- Sinclair
- Yannick Noah
- Ernesto Tito Puentes
- Les Motivé-e-s

### 2003
Noir Désir devait faire un duo avec Zebda mais ce concert a été annulé en raison du drame Bertrand Cantat-Marie Trintignant. La scène du vendredi soir a été donnée à Dolly, Blankass et Dionysos, ce dernier groupe devant ensuite annuler en raison du décès de la mère de Mathias Malzieu.
Programmation :
- Massilia Sound System
- Jean-Louis Aubert (invité : Raphaël)
- Zazie
- Touré Kunda
- Lo'Jo
- Marc Lavoine (invité : Cristina Marocco)
- Arno
- Blankass
- Dolly
- Bernard Lubat

Scène musique du monde et Sud solidaires
- Ángel Parra
- Idir
- Les Caméléons

Scène Jazz
- Akosh S. Unit
- Samarabalouf
- Monkomarok

Espace pays du Nord
- les Fatals Picards
- Marcel et son orchestre

### 2004
- Youssou N'Dour et le grand orchestre du Caire[26]
- Sanseverino
- Tryo
- Marcel et son orchestre
- Le peuple de l'herbe
- Les Motivé-e-s
- Les Têtes Raides
- Babylon Circus
- The Rasmus
- Java
- Dub Incorporation
- An Pierlé
- Alain Bashung
- El Bicho
- Magyd Cherfi (scène Midi)

Scène Zebrock
- Le maximum kouette

### 2005
- Amadou & Mariam
- Asian Dub Foundation
- Bernard Lavilliers
- Archive
- Emir Kusturica and The No Smoking Orchestra
- Juliette
- Le chœur de Radio France : Carmina Burana, de Carl Orff, sous la direction de Bruno Casoni
- The Offspring
- Tiken Jah Fakoly
- Mickey 3D
- Keren Ann

Scène jazz
- Les doigts de l'homme

Scène Zebrock
- La Rumeur
- Pauline Croze
- Fantasio
- As Dragon

Scène musique du monde
- Hilight Tribe
- Déportivo

### 2006
- Diam's
- Raphaël
- Têtes Raides : concert spécial avec des invités dont le groupe néerlandais The Ex et la projection de vidéos à côté de la scène sur le thème du 70e anniversaire du Front populaire
- Bénabar
- Cali
- Sarah Bettens
- Big Mama
- The Subways
- Tandem
- Ministère des affaires populaires
- Seeed
- The Herbaliser

Scène Zebrock / Avant-Garde
- Nosfell
- Keny arkana
- Tarace Boulba
- Le maximum kouette
- Elzef[27]
- Gomm
- Gnawa Diffusion

### 2007
- Renaud
- Ayọ
- Johnny Clegg
- Orchestre Philharmonique de Radio France (West side Story)
- Luke
- The Stooges
- Grand Corps Malade
- Razorlight
- Les Fatals Picards
- Les Ogres de Barback
- Olivia Ruiz
- John Butler Trio
- Clarika
- Mademoiselle K
- La Rumeur
- Fancy
- Orquesta Aragón
- Origines Contrôlées (avec notamment Mouss et Hakim du groupe Zebda)
- Les Mauvaises Langues

### 2008
Grande scène
- Alain Bashung
- Arno
- Babyshambles
- Cali
- Dub Incorporation
- Iggy Pop
- Femi Kuti
- Gilles Servat
- Moriarty
- N-E-R-D
- Orchestre National de France
- Roger Hodgson, chanteur de Supertramp
- Thomas Dutronc
- Tiken Jah Fakoly

Scène Zebrock / Avant-Garde
Vendredi
- Bibi Tanga l’inlassable Antoine
- The Latitudz
- Tous ces mots terribles, concert unique en hommage à François Béranger, avec Edgar Ravahatra, Les Szgaboonistes, Raoul Petite, Marcel et son Orchestre, Les Blaireaux et Emmanuelle Béranger.

Samedi
- Plastiscines
- Ina-Ich
- Zumabrek
- Chimère
- SpOke Orkestra
- Kery James
- Casey

Dimanche
- Balbino Medellin
- Vaïan Olmes
- Moriarty
- Volo

Agora
Plateau spécial Rap français avec notamment Séisma, Layone, Ol Kainry, Seth Gueko, Buumbatah Crew, Scred Connexion

### 2009
- Orchestre français des Jeunes (2e symphonie de Rachmaninov)
- Cocoon
- Deep Purple
- The Kooks
- Keziah Jones
- Arthur H
- Maxime Le Forestier
- Julien Clerc
- Manu Chao + Radio Bemba Soundsystem : le concert a attiré plus de 90 000 spectateurs devant la grande scène.
- Les Wampas[29]
- Allain Leprest

## Années 2010

### 2010
- Hommage à Jean Ferrat, avec Allain Leprest, Jehan, Enzo Enzo, André Minvielle, Médéric Collignon, Francesca Solleville, Clarika, Sanseverino et D’de Kabal présenté par Michel Drucker
- Jacques Dutronc
- Alain Souchon
- Raggasonic
- Caravan Palace
- The Prodigy
- Danakil
- Dee Nasty
- Madness
- Orchestre philharmonique de Radio France
- Juan Rozoff
- Volo
- Simple Minds
- Agnès Bihl

### 2011
Grande scène
Vendredi
- Fat Freddy's Drop
- Soprano
- Gaëtan Roussel
- Avril Lavigne remplace Sum 41, le chanteur ayant un problème de santé

Samedi
- Yvan Le Bolloc’h
- Souad Massi
- Bernard Lavilliers
- Patrice
- Joan Baez
- The Ting Tings

Dimanche
- Les Percussions de Radio France
- Nolwenn Leroy
- Yannick Noah

Scène Zebrock / Avant-Garde
Vendredi
- Cyril Mokaiesh
- Dick Annegarn
- Les Diables Verts

Samedi
- Les Rois de la Suède
- Le Larron
- Ommm
- La Demoiselle Inconnue
- Rocé

Dimanche
- Jône
- HK & Les Saltimbanks, déplacé du samedi soir au dimanche en raison de la pluie
- No One Is Innocent
- Patrick Coutin

Autres invités
- Patrice
- La Compagnie Pietragalla
- Christophe Alévêque
- Z.E.P - Zone d'expression populaire

### 2012
- Patti Smith
- New Order
- BB Brunes
- Orchestre National de France
- Hubert-Félix Thiéfaine
- Bénabar
- Pete Doherty
- Shaka Ponk
- Parov Stelar
- Dub Incorporation
- Mustang
- Future of the Left
- Toybloïd

### 2013
- -M-
- Archive
- Jamel Debbouze
- Asaf Avidan
- Tryo
- Féfé
- Jamel Comedy Club
- Orchestre national de France
- Asian Dub Fondation
- Empire Dust
- Flavia Coelho
- Sanseverino
- Hommage a Victor Jara (Zebda et invités)
- Staff Benda Bilili
- HK et les Saltimbanks
- Yvan Le Bolloc'h et Ma Guitare
- Bibi Tanga
- Demi Mondaine
- Rocé
- La Jarry
- Erik Marchand
- Marc Perrone
- Toybloïd
- Didier Super
- Loic Lantoine

### 2014
- Scorpions
- Massive Attack
- IAM
- Bernard Lavilliers
- Ayọ
- Les Ogres de Barback
- Alpha Blondy
- Yves Jamait
- Outernational

### 2015
- Manu Chao
- Texas
- Shaka Ponk
- Method Man and Redman
- Youssoupha
- La Famille Chedid (Louis Chedid, Matthieu Chedid, Joseph Chedid, Anna Chedid)
- Juliette Gréco
- Triggerfinger
- Soviet Suprem
- Tiken Jah Fakoly and Friends (Concert Solidarité avec l'Afrique)
- Les Innocents
- Les Fatals Picards

### 2016
- Laurent Voulzy et Alain Souchon
- The Avener
- Michel Polnareff
- Lauryn Hill
- The Chemical Brothers
- Rokia Traoré
- Caribbean Dandee
- The 1975
- Danakil
- Ludwig von 88
- Lindsey Stirling

### 2017
- Iggy Pop
- Renaud
- « L'Âge d'Or du Rap Français » : Assassin, Passi, Busta Flex...
- Flavia Coelho
- S-Crew
- Feder
- Gojira
- Dub Inc
- Jahneration
- Trust
- « Un Air, Deux Famille » : Les Hurlements d'Léo & Les Ogres de Barback
- Camille et Julie Berthollet

### 2018
- NTM
- Jeanne Added
- Catherine Ringer
- Franz Ferdinand
- Bernard Lavilliers
- Bigflo & Oli
- Roméo Elvis
- The Inspector Cluzo
- Femi Kuti
- Guillaume Meurice
- Acid Arab
- Cléa Vincent
- L'Or du Commun
- Chinese Man

### 2019
- Aya Nakamura
- Soprano
- Shaka Ponk
- Eddy de Pretto
- Youssou Ndour
- Marc Lavoine
- Kassav’
- Paul Kalkbrenner
- Aziz Sahmaoui & The University of Gnawa
- Les Négresses Vertes
- Miossec
- L’Or du Commun
- SÔNGE
- Delgres
- Dope Saint Jude
- Michelles Blades
- Pouvoir Magique
- Shoefiti
- Angel Fall
- Student Kay
- Alysce
- Niki Demiller
- Steve Amber
- Zoufris Maracas
- Les Fatals Picards
- Lofofora
- Didier Super
- Shantel DJ Set
- ASM (A State Of Mind)
- Lord Esperanza
- Les Fils de Teuhpu
- Sidi Wacho
- Govrache
- Voilaaa Sound System
- MPL
- Lily Le Groupe
- Marjolaine Piemont
- ORNICAR
- Riccardo Del Fra

## Années 2020

### 2020
Annulée en raison de la pandémie de Covid-19.

### 2021
- Tryo
- Boulevard des Airs
- IAM
- Suzane
- Louis Chedid
- Alain Souchon
- Yseult
- Fatoumata Diawara
- Soso Maness
- Dionysos
- Hervé
- Lofofora
- La Caravane Passe
- The Psychotic Monks
- Structures
- KT Gorique
- Lulu VanTrapp
- Washington Dead Cats
- Nayra
- Guilhem Valaye
- Dynah
- Cassidy Sacré
- Orange Dream
- Mayra Andrade
- Josman
- Panda Dub
- Claire Laffut
- Little Bob Blues Bastards
- Yan Wagner
- LeJuiice
- Joanna
- Mustang
- Lúcia de Carvalho
- Sofiane / Fianso
- Les Poings Communs (hommage à Jean Ferrat)

### 2022
- Dutronc & Dutronc
- Sexion d'assaut
- Selah Sue
- Laylow
- Kungs
- Christophe Maé
- Ibeyi
- Ziak
- Skip the Use
- L’Impératrice
- Benjamin Biolay
- Kimberose
- Odezenne
- Danakil
- Camélia Jordana
- Sniper
- Deluxe
- Gauvain Sers
- Miss Kittin & The Hacker
- Kid Francescoli
- Soviet Suprem
- Manu le Malin
- Bagarre (club)
- Kiddy Smile (DJ Set)
- Ronisia
- Helena Hauff
- Terrenoire
- Youv Dee
- Zamdane
- Les Wampas
- Sama’ Abdulhadi
- Catastrophe
- Le grand choeur du Canto General
- The Excitements
- Eesah Yasuke
- Ladaniva
- Jupiter & Okwess
- Carte blanche à Grünt
- Pardonnez-Nous
- Astéréotypie
- Cheval Fou
- Cyril Mokaiesh
- Patrick Coutin
- Gunwood
- BOPS
- Carmen Sea
- Ghinza
- Lisa Ducasse…

### 2023

#### Vendredi 15 septembre 2023
- Martin Solveig
- Imany
- Djadja et Dinaz
- Ashe 22
- Les Vulves Assassines
- Martin Luminet
- Juste Shani
- Meryl
- Mézigue b2b Mad Rey
- Pardonnez-nous
- Acid Arab

#### Samedi 16 septembre 2023
- Bigflo et Oli
- Disiz
- Jeanne Added
- Médine
- Dub Inc
- La Femme
- Mass Hysteria
- Rebeka Warrior
- Sidi Wacho
- Michel Cloup
- u.r.Trax
- Bilal Hassani
- Ottis Cœur
- Bracco
- Soolking

#### Dimanche 17 septembre 2023
- Les Fatals Picards
- Angèle
- Hubert-Félix Thiéfaine
- Souad Massi
- Goran Bregović
- Suzanne Vega
- Caballero & JeanJass
- Zaho de Sagazan
- Florent Marchet
- La P'tite Fumée
- Opium du peuple

### 2024

#### Vendredi 13 septembre 2024
- Télépagaille
- Johnny Montreuil
- Zélie
- Les Lupoï
- The Doug
- Les Vulves Assassines
- Hiba
- La Ruda
- Actes et Fractures
- Marguerite Thiam
- SCH
- Lala &ce
- La Flèche
- Gwendoline
- Shaka Ponk
- Vladimir Cauchemar
- Kofi
- Johan Papaconstantino
- Pardonnez-nous
- Jeff Mills

#### Samedi 14 septembre 2024
- Dadou & Yechou
- Mentissa
- João Selva
- Santa
- Skarah'B
- Stephen Di Tordo
- Jahneration
- Scatterbrain
- Alice Animal
- MC Solaar
- Arno Futur
- La Rumeur
- Oua Anou Diarra
- Tinariwen
- Jain
- André Minvielle
- Down to the Wire
- Rodolphe Burger, Sofiane Saidi et Mehdi Haddab
- Pamela Badjogo
- BEN plg
- Louise Attaque
- The Balkan Republic of Sound
- Kalash Criminel
- Zar Electrik
- Salome
- La Culottée
- Anetha
- Mac Declos

#### Dimanche 15 septembre 2024
- Marc Perrone et sa bande
- Three Little Pigs
- Jammin'
- Thérèse
- Juniore
- Angélique Kidjo
- Ze Trackenard
- Emma Politi
- Kerchak
- Sandra Nkaké
- Pomme
- Tiken Jah Fakoly
- Voyou
- Calogero
- Worakls Orchestra

### 2025

#### Vendredi 12 septembre 2025
- Adé
- Ascendant Vierge
- Canelle Doublekick
- Kalash
- Kompromat
- L'Entourloop
- Manu le Malin
- Meute
- Nuit Furie
- Okali
- Orange Blossom
- Théodora
- Tshegue
- Tif
- Wheobe
- Youssoupha

#### Samedi 13 septembre 2025
- Aliocha Schneider
- Article 15
- Bagarre
- Cassius
- DJ Gigola
- Dynamite Shakers
- Eddy de Pretto
- Sofiane Zermani
- Haze Musazi
- Je m'apelle Solea
- Mathilde
- Patti Smith Quartet
- Pogo Car Crash Control
- Saïan Supa Celebration
- Teki Latex
- Tracy de Sà & The Defenders
- Youssou N'Dour
- Zamdane

#### Dimanche 14 septembre 2025
- A.A. SARL
- Adèle Castillon
- Camille Yembe
- Fishtalk
- Gims
- Hoshi
- La Haine - Jusqu'ici rien n'a changé
- Les Ogres de Barback & La Rue Ketanou
- Malik Djoudi
- St Graal
- Waly Dia
- 47Soul